# James Outram

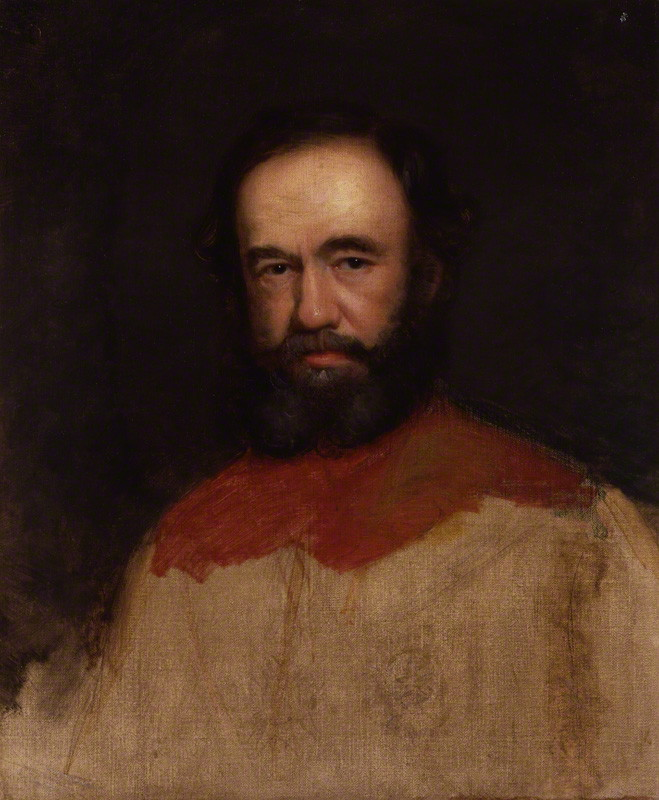
James Outram

James Outram (ur. 29 stycznia 1803 w Butterly w hrabstwie Derbyshire, zm. 11 marca 1863 w Bromley w Kencie), brytyjski wojskowy.

## Życiorys
Był synem Benjamina Outrama, inżyniera. Po śmierci rodziców James przeprowadził się w 1810 r. do hrabstwa Aberdeenshire. Wykształcenie odebrał w Udny School oraz Marischal College w Aberdeen. W 1819 r. rozpoczął służbę wojskową w Indiach, w szeregach 12 pułku piechoty. W 1825 r. został wysłany do Khandesh, gdzie szkolił oddziały lekkiej piechoty. W 1835 r. został agentem politycznym w prowincji Gujarat.
Po wybuchu I wojny afgańskiej znalazł się w sztabie Armii Indusu. Podczas bitwy pod Ghazni zdobył nieprzyjacielski sztandar. Outram poprowadził wiele wypraw przeciwko afgańskim plemionom i w 1839 r. otrzymał rangę majora. Został również agentem politycznym w dystrykcie Lower Sind w prezydencji Bombaju. Wkrótce został przeniesiony do dystryktu Upper Sind. Podczas podboju Sindhu sprzeciwiał się agresywnej polityce swojego zwierzchnika, Charlesa Napiera, opowiadając się za układami pokojowymi z lokalnymi emirami. Podczas takich negocjacji został oblężony w Hajdarabadzie, ale udało mu się przebić do głównych sił. W 1843 r. otrzymał rangę podpułkownika.
W 1854 r. został rezydentem w Lucknow, a po aneksji prowincji Awadh w 1856 r. został jej pierwszym komisarzem. Mianowany w 1857 r. generałem-majorem dowodził wojskami brytyjskimi podczas wojny brytyjsko-perskiej. Za zwycięską wojnę otrzymał Krzyż Wielki Orderu Łaźni.
Po wybuchu powstania Sipajów, Outram otrzymał komendę nad jednostkami Armii Bengalu od Kalkuty do Cawpore oraz z prowincji Awadh. Dzięki przyprowadzonym przezeń posiłkom we wrześniu 1857 r. udało się generałowi Henry'emu Havelockowi przerwać oblężenie Lucknow. Podczas tej bitwy Outram przekazał niższemu stopniem Havelockowi naczelne dowództwo, a sam dowodził ochotniczą kawalerią. Kiedy Lucknow zostało ponownie oblężone przez rebeliantów, Outram stanął na czele obrony. Brał również udział w drugim oblężeniu Lucknow w 1858 r. Następnie został awansowany do stopnia generała-porucznika.
W lutym 1858 r. otrzymał specjalne podziękowania od obu izb parlamentu, tytuł baroneta oraz pensję w wysokości 1000 funtów rocznie. W 1860 r. z powodu złego stanu zdrowia powrócił do Anglii. Zmarł w 1863 r. i został pochowany w Opactwie Westminsterskim.